# Хронологія жінок у математиці
Це хронологія жінок у математиці.

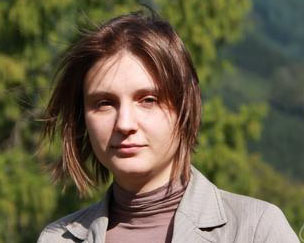
Українська вчена Марина Вязовська, лауреатка Медалі Філдса (2022) за розв'язання невирішуваної задачі про пакування куль (2016).

Див. також Жінки в науці, Жінки у галузях STEM, Жінки в космосі (список), Список астрономок, Список жіночих організацій в науці, Список винахідниць та Список винаходів і відкриттів, здійснених жінками.

## Хронологія
350—370 до 415 рр. — роки життя Гіпатії, грецької філософині-неоплатоністки в Єгипті, першої добре задокументованої жінки-математикині.

### XVIII століття
- 1748: італійська вчена-математикиня Марія Ґаетана Аньєзі опублікувала першу книгу, в якій обговорювала і диференційне, і інтегральне числення, під назвою «Instituzioni analitiche ad uso della gioventù italiana».[2]
- 1750: італійська вчена-математикиня Марія Ґаетана Аньєзі призначена папою Бенедиктом XIV професоркою математики, природної філософії та фізики в Болонському університеті, ставши першою жінкою-професоркою математики в історії.
- 1759: переклад і коментар французької вченої-математика та фізика Емілі дю Шатле до праці Ісаака Ньютона «Principia Mathematica» був опублікований посмертно; він все ще вважається стандартним французьким перекладом.[3]

### ХІХ століття
- 1827: теорема французької математикині Софі Жермен, знана як «Теорема Жермен», опублікована у виносці книги математика Адрієна-Марі Ленджер.[4][5] У цій теоремі Жермен довела, що якщо x, y і z — цілі числа, і якщо x 5   +   y 5   =   z 5, тоді або x, або y, або z повинні ділитися на 5. Теорема Жермен була важливим кроком в доказі останньої теореми Ферма для випадку, коли n дорівнює 5.
- 1829: відбувся перший громадський іспит американської дівчини з геометрії.[6]
- 1874: російська вчена-математик Софія Ковалевська першою з жінок в сучасній Європі здобула докторський ступінь з математичних наук в Геттінгенському університеті Німеччини.[7]
- 1880: Шарлотта Анґас Скотт з Британії отримала спеціальний дозвіл на складання іспиту Кембриджського математичного тріпосу, доступ до якого був заборонений жінкам. Вона стала восьмою на Тріпосі серед усіх студентів-учасників, але через сексизм комісії почесний титул «восьмого бійця» офіційно присвоїли студенту-чоловікові.[8] Однак на церемонії, після оголошення сьомого «бійця», усі студенти в аудиторії кричали ім'я Шарлотти Скотт. Не допущена до церемонії нагородження, Скотт святкувала своє досягнення на обіді в Гіртон-коледжі, де була зустрінута аплодисментами, а також на спеціальній вечірній церемонії, де студенти заспівали «Побачити героя, що перемагає», співробітники присвятили їй оду і увінчали лаврами.
- 1886: Вініфред Едґертон Меррілл стала першою американкою, яка здобула ступінь доктора з математики, в Колумбійському університеті.[9]
- 1888: росіянка Софія Ковалевська відкрила один з короткого списку відомих прикладів інтегрального руху жорсткого тіла, Вершину Ковалевської.[10][11]
- 1889: Софія Ковалевська стала першою жінкою-професоркою в Північній Європі, в Стокгольмському університеті.[7][12]
- 1890: британка Філіпа Фосетт стала першою жінкою, яка отримала найкращий бал на іспиті Кембриджського математичного трипосу.[13][14]

### ХХ століття
- 1913: американська математикиня Мілдред Сандерсон опублікувала в своїй докторській дисертації теорему про модульні інваріанти. Там зазначається: «Будь-якому модульному інваріанту i системи форм під будь-якою групою G лінійних перетворень з коефіцієнтами у GF[pn] відповідає формальний інваріант I під G такий, що I = i для всіх наборів значень у поле коефіцієнтів системи форм». Сандерсон булапершою аспіранткою Леонарда Діксона, який згодом писав про її дисертацію: «Цей документ є надзвичайно важливим внеском у цю сферу роботи; його значення частково полягає в тому, що він встановлює відповідність між модульними та формальними інваріантами. Його основна теорема вже часто цитується через її фундаментальний характер. Її доказ — чудова математика». Е. Т. Белл писав: «Один внесок міс Сандерсон (1913 р.) в модульні інваріанти компетентні судді оцінили як одну з класичних праць предмету».[15]
- 1918: німецька вчена-математикиня Еммі Нетер опублікувала (першу) теорему Нетер, де говориться, що будь-яка похідна симетрія дії фізичної системи має відповідний закон збереження.[16]
- 1927: американська вчена-математикиня Анна Вілер першою з жінок виступила з лекцією в Колоквіумі Американського математичного товариства.[17]
- 1930: Сесілія Крейгер стала першою жінкою, яка здобула докторський ступінь математики в Канаді, в університеті Торонто.[18]
- 1930-ті: британська вчена-математикиня Мері Картрайт довела теорему, тепер відому як теорема Картрайт, яка дає оцінку максимального модуля аналітичної функції, який приймає однакове значення не більше p разів в одиничному диску. Для доведення вона застосувала новий підхід, використавши методику, запроваджену Ларсом Альфорсом для конформних відображень.[19]
- 1943: Євфемія Гейнс стала першою афроамериканською жінкою, яка здобула ступінь доктора наук з математики, у Католицькому університеті.[20]
- 1949: американська вчена-математикиня Гертруда Мері Кокс першою з жінок обрана в Міжнародний статистичний інститут.[21]
- 1956: американська вчена-математикиня Гледіс Вест[en] розпочала збір даних із супутників у Відділі Далегрен Центру військово-морського озброєння. Її розрахунки безпосередньо вплинули на розвиток точних GPS-систем.[22]
- 1962: американська вчена-математикиня Міна Різ першою з жінок виграла нагороду Юе-Джин Гун та доктора Чарльза Ю. Ху за Видатні досягнення з математики, найпрестижнішу нагороду Математичної асоціації Америки.[17]
- 1964: британська вчена-математикиня Мері Картрайт стала першою жінкою, що отримала медаль Сильвестра Лондонського королівського товариства, яка видається кожні три роки з 1901 року за заохочення до математичних досліджень, без огляду на національність.[17]
- 1966: американська вчена-математикиня та професор фізики Мері Л. Боас опублікувала підручник «Математичні методи у фізичних науках», широко використовуваний в коледжах і станом на 1999 рік.[23][24]
- 1968: британка Мері Картрайт першою з жінок здобула медаль де Моргана, найвищу нагороду Лондонського математичного товариства.[17]
- 1970: американська вчена-математикиня Міна Різ стала першою жінкою-президентом Американської асоціації сприяння розвитку науки.[25]
- 1971: американська вчена-математикиня Мері Еллен Рудін побудувала перший простір Даукера.[26][27]
- 1971: заснована Асоціація жінок у математиці (AWM). Це професійне товариство, метою якого є заохочення жінок та дівчат до навчання та активної кар'єри в галузі математичних наук, а також сприяння рівним можливостям та рівному ставленню до жінок та дівчат у математичних науках. Зареєстрована в штаті Массачусетс, США.[28]
- 1971: Спільний комітет з питань жінок у математичних науках (JCW) був заснований як комітет Американського математичного товариства (AMS). Зараз це об'єднаний комітет із семи математичних та статистичних товариств, який працює над визначенням механізмів розширення можливостей жінок з математичних та статистичних науках, рекомендує дії керівним органам товариств-членів на підтримку цих можливостей та документує його рекомендації шляхом представлення даних.[29]
- 1973: американська вчена-математикиня Джин Тейлор опублікувала дисертацію на тему «Правильність сингулярного набору двовимірних площинних ланцюгів, що мінімізують плоскі ланцюги, модуль 3 в R3», розв'язавши давню проблему щодо довжини та плавності кривих потрійних функцій мильної плівки.[30]
- 1974: американська вчена-математикиня Джоан Бірман опублікувала книгу «Braids, Links, and Mapping Class Groups», що стала стандартним вступом, і багато сучасних дослідників вивчали цю тему через неї.[31]
- 1975—1977: американська математикиня-любителька Марджорі Райс, яка не здобула формальної підготовки з математики поза школою, відкрила три нові типи теселюючих п'ятикутників, і понад шістдесят різних теселяцій п'ятикутників.[32]
- 1975: американська вчена-математикиня Джулія Робінсон стала першою жінкою-математиком, обраною до Національної академії наук.[33]
- 1979: Мері Еллен Рудін першою з жінок читала лекції імені Ерла Реймонда Гедріка; вони були створені Математичною асоціацією Америки в 1952 році, щоб представити Асоціації лекторів відомої майстерності як експозиторів математики, «які представлять серію щонайбільше трьох лекцій, доступних значній частині тих, хто викладає математику в коледжах».[17]
- 1979: американська вчена-математикиня Дороті Льюїс Бернштейн стала першою жінкою-президентом Математичної асоціації Америки.[34]
- 1981: канадсько-американська вчена-математикиня Кетлін Моравец першою з жінок-математиків прочитала лекцію імені Джосайї Вілларда Гіббса; ці лекції мають напівпопулярний характер і читаються за запрошенням, зазвичай присвячені математиці або її застосуванню.[17][35]
- 1981: американська вчена-математикиня Доріс Шаттшнайдер стала першою жінкою-редакторкою журналу «Математика».[36][37]
- 1983: Джулія Робінсон очолила Американське математичне товариство.[33]
- 1983: Джулія Робінсон першою з жінок отримала стипендію Мак-Артура з математики.[17]
- 1988: Доріс Шаттшнайдер[en] стала першою жінкою, яка читала рамкові лекції імені Дж. Сазерленда, які читаються на літньому засіданні математичної асоціації Америки.[17]
- 1992: американська вчена-математикиня Глорія Гілмер стала першою жінкою, яка читала основну лекцію Національної асоціації математиків.[38]
- 1995: американська вчена-математикиня Маргарет Райт стала першою жінкою-очільницею Товариства промислової та прикладної математики.[17]
- 1995: ізраїльсько-канадська вчена-математикиня Лея Едельштайн-Кешет першою з жінок очолила Товариство математичної біології.[39]
- 1996: Джоан Бірман стала першою жінкою, яка здобула премію Шовента, яку щорічно присуджує Математична асоціація Америки автору(-ці) видатної викладної статті.[17]
- 1996: Іоана Думітріу, студентка Нью-Йоркського університету з Румунії, стала першою жінкою, яка отримала стипендію Путнама.[40] Стипендіати Путнама — п'ять кращих за балами (або шість, у разі однакових балів) учасників/-ць математичного змагання Вільяма Лоуелла Путнама.[41][42]
- 1998: Мелані Вуд стала першою американкою, яка потрапила у команду США на Міжнародну олімпіаду з математики. Вона завоювала срібні медалі на Міжнародних математичних олімпіадах 1998 та 1999 років.[43]

### ХХІ століття
- 2002: британська вчена-математик Сюзан Гоусон стала першою жінкою, яка виграла премію Адамса, яку щорічно присуджує Кембридзький університет британському математику до 40 років.[17]
- 2002: американська вчена-математик Мелані Вуд стала першою американкою та другою жінкою-стипендіаткою Путнама.[44][45][46]
- 2004: Мелані Вуд першою з жінок здобула премію Франка та Бренні Морган за видатні дослідження математики студентом. Це щорічна нагорода, яка вручається студентам магістратури в США, Канаді чи Мексиці, які демонструють чудові математичні дослідження.[46]
- 2004: американка Елісон Міллер першою з жінок виборола золоту медаль Міжнародної олімпіади з математики, перебуваючи в команді США.[47]
- 2006: польсько-канадська вчена-математик Ніколь Томчак-Єгерман стала першою жінкою, яка отримала приз CRM-Fields-PIMS, що визнає виняткові досягнення в математичних науках.[17][48]
- 2006: німецька математична аналітик Штефані Петерміхль[en], працюючи у Університеті штату Техас в Остіні, першою з жінок виграла премію Салема, щорічну премію для молодих математиків, що виконали велику роботу в сфері інтересів Рафаеля Салема, насамперед серії Фур'є та суміжних областей аналізу.[17][49] Вона поділила премію з Артуром Авілою.[49][50]
- 2012: латвійська вчена-математик Дайна Тайминя першою з жінок виграла книжкову премію Ейлера, яку щорічно присуджують автору чи авторам видатної книги про математику, за книгу «Пригоди плетіння гачком з гіперболічними площинами» (англ. Crocheting Adventures with Hyperbolic Planes).[17][51]
- 2012: створено Робочий комітет жінок у математиці Китайського математичного товариства (WCWM-CMS); це національна неприбуткова академічна організація, в якій жінки-математики, які займаються дослідженнями, викладанням та застосуванням математики, можуть ділитися своїми науковими дослідженнями шляхом академічних обмінів як у Китаї, так і за кордоном.[52].
- 2014: іранська вчена-математик Мар'ям Мірзахані стала першою жінкою і першою з громадян Ірану, нагородженою Медаллю Філдса, за «її видатний внесок у динаміку та геометрію Ріманових поверхонь та їхніх модульних просторів».[53][54] Вона поділила премію з Мартіном Гайрером, Манджулем Бхаргавою та Артуром Авілою.[55] Цей приз присуджують двом, трьом або чотирьом математикам до 40 років на кожному Міжнародному конгресі Міжнародного математичного союзу, і його часто розглядають як найбільше визнання, яке математик може отримати.[56][57]
- 2016: французька вчена-математик Клер Вуазен отримала золоту медаль CNRS, найвищу нагороду за наукові дослідження у Франції.[58]
- 2019: американська вчена-математик Карен Уленбек стала першою жінкою, яка отримала премію Абеля: комітет із нагородження послався на «фундаментальний вплив її роботи на аналіз, геометрію та математичну фізику».[59][60]
- 2016: українська вчена-математик Марина Вязовська розв'язала одну з 23-х невирішуваних математичних задач, над якою міркували Кеплер і Ньютон: задачу про пакування куль у восьмивимірному просторі. 2022 року Вязовська отримала за цей розв'язок Медаль Філдса.